# Jezioro Kamionkowskie (Warszawa)
Jezioro Kamionkowskie (nazwa urzędowa), Jeziorko Kamionkowskie, Łacha Kamionkowska – wydłużona łacha wiślana położona w Warszawie, pomiędzy Kamionkiem a parkiem Skaryszewskim.

## Charakterystyka
Jeziorko jest połączone Kanałem Wystawowym z Jeziorkiem Gocławskim. Północny, wysoki brzeg stanowi skarpa tarasu praskiego (3-5 m), pozostałe brzegi są niskie. Przy wschodnim, zabagnionym brzegu występuje roślinność szuwarowo-trzcinowa.
Do początku XX wieku jeziorko miało bezpośrednie połączenie z Wisłą. Obecnie zmodyfikowany zachodni odcinek stanowi Port Praski oddzielony od jeziorka Kamionkowskiego. Jest ono jednak połączone ze środkowym basenem portu krytym kanałem – tzw. kolektorem stadionowym, biegnącym pod al. Zieleniecką i terenami Stadionu Narodowego.

## Dane morfometryczne
- Powierzchnia: 8 ha
- Długość: 900 m
- Szerokość: 100–150 m
- Głębokość: 2–5 m
- Dno: zamulone

## Historia
W okresie międzywojennym na jeziorze znajdowały się przystań i wytyczony na lustrze wody basen Akademickiego Związku Sportowego.
14 sierpnia 1944 niemiecka obrona przeciwlotnicza zestrzeliła samolot Liberator ze 178 dywizjonu RAF, który spadł do jeziora. Zginęła cała załoga oprócz Henry'ego Leyne'a, który ranny dostał się do niewoli. To wydarzenie upamiętnia kamień pamiątkowy odsłonięty w 1988 w parku Skaryszewskim przez Margaret Thatcher.
W związku z 25. rocznicą polsko-niemieckiego traktatu o dobrym sąsiedztwie pojawiła się inicjatywa utworzenia polsko-niemieckiego ogrodu przyjaźni. Pomysł ma zostać zrealizowany na północnym brzegu Jeziora Kamionkowskiego.